# D.C. Girl's Symphony 〜ダ・カーポ〜 ガールズシンフォニー
『D.C. Girl's Symphony 〜ダ・カーポ〜 ガールズシンフォニー』（ダ・カーポ ガールズシンフォニー）は、CIRCUSのSanctuaryから発売された『D.C. 〜ダ・カーポ〜』シリーズの乙女ゲーム。

## 概要
CIRCUSでは、初の女性向け作品である。ジャンルは夏空・そよ風・さくら色・純愛アドベンチャー。前作『D.C. 〜ダ・カーポ〜』より53年後の「初音島」が舞台で、前作での朝倉音夢エンド後の世界が描かれており、前作で枯れたはずの“枯れない桜”が本編の数年前から再び咲き乱れ、枯れなくなっている。季節は夏。

## 歴史
- 2008年9月26日 - 『D.C. Girl's Symphony 〜ダ・カーポ〜 ガールズシンフォニー』（PC）発売
- 2009年4月 - コミック『D.C. Girl's Symphony 〜ダ・カーポ〜 ガールズシンフォニー』連載開始
- 2010年6月24日 - PlayStation Portableへの移植版『D.C. Girl's Symphony Pocket ～ダ・カーポ～ ガールズシンフォニー ポケット』発売

## ストーリー
風見学園付属に通う少女・史桜は舞い散る桜に見守られながら、ごく平凡だがそれなりに楽しい日々を送っていた。両親が海外勤務となったため、数日前から史桜は教師でもある義兄の孝明と２人きりの暮らしを始めている。そんなある日、史桜の通う風見学園付属に双子の兄弟である四之宮稜平と航平、そしてその兄の蒼が転入してくる。こうして、稜平ら四兄弟と知り合った史桜は、夏休みを間近に控えた学園生活を送りながら、彼らと交流を深めていくことになる。

## 登場キャラクター
古城 史桜（こじょう しお）
声：なし
主人公。名前は固定のため変更不可。誕生日も固定。風見学園付属2年2組に所属。部活動は演劇部だが担当は裏方。おっとりした素直な心優しい性格で、周囲からは天然ボケに認定されている。初音島に伝わる桜の木の魔法により相手に触れることで自分の心の声が聞こえてしまう不思議な能力を持っている。ただし感情が高ぶっていると触れなくても聞こえてしまうため、周囲には接触恐怖症であるとしている。少々内向的で頼まれると嫌とはいえないタイプ。またその特殊な能力のために、喜・楽以外の感情は極力表に出さないようにいつもニコニコしているため、事情を知らない心無い人間から陰口を叩かれることもある。出会いが最悪であった転校生の稜平にのみ場合によって感情をむき出してしまうこともあるため、稜平には中々素直になれず警戒心を抱いている。童顔で幼児体型であり、本人もそれを気にしている。
四之宮 稜平（しのみや りょうへい）
声：鈴木達央
風見学園付属2年2組に所属。四之宮4兄弟の四男で、航平とは一卵性双子で稜平は弟。ぶっきらぼうな性格で口が悪く人を寄せ付けない基本的には一匹狼タイプ。また女性が苦手で煩わしいとまで思っている。航平とは身長も体重も全く同じで顔も非常に似ているが、性格は正反対。口とは裏腹に面倒見は良い。史桜と同じ初音島の魔法に掛かっており、史桜の魔法とは密接にリンクしている。こちらは史桜限定で心の声が聞こえるというものなのだが、それには欠陥があり史桜が稜平のことを考えていると聞こえなくなる。四之宮家では家事全般を担当している。自分と違い両親に対し素直で甘え上手な航平に羨望していたと思われる節があり、幼少時は家族間の居場所がないと感じていたが史桜にだった事で、「自分は彼女を守るためにいる」と史桜の存在に自身の居場所を見つける。両親とは物心つく前に交通事故で死別しているため余り両親のことは覚えていない。
四之宮 航平（しのみや こうへい）
声：鈴木裕斗
風見学園付属2年2組に所属。四之宮4兄弟の三男。双子の弟である稜平とは対照的に温厚で誰にでも優しく謙虚。兄弟の仲裁役に回ることも多く稜平の良き理解者。その一方で何でも器用にこなしてしまう弟 稜平に対して劣等感を持っている。現在は健康体だが幼少時は次兄同様病弱であった。
四之宮 蒼（しのみや あおい）
声：堀江一眞
風見学園付属3年1組に所属。四之宮4兄弟の次男。王子的なルックスの持ち主だが、飄々としており掴み所がなく言動は謎めいている。1年留年しており、史桜の2歳年上。幼いころより病弱で心臓疾患を抱えている。四之宮兄弟が初音島に戻ってきたのは彼の療養のため。また自身の持病のため、兄弟は病院が変わるたび引越しを度々行っており、自身が家族の負担になっていることを決して表には出さないが、内心苦しく思っている。
四之宮 渓（しのみや けい）
声：羽多野渉
四之宮4兄弟の長男。大黒柱的存在で家の財布の紐は彼が担当している。厳格で自分にも他人にも厳しく、決して表に出すことはないが責任感が強く一人で抱え込みやすいタイプ。勤勉であり島外の学校に在籍（休学中）している。わけあって史桜の家庭教師となる。
古城 孝明（こじょう たかあき）
声：平川大輔
風見学園付属の歴史教師。両親が連れ子同士の再婚で出来た史桜の義兄。非常に真面目で、冗談などはまったく通じないが家では史桜に頭があまり上がらない。かなりのシスコン。
龍之介（りゅうのすけ）
声：大須賀純
史桜のことを盲愛している少年。記憶喪失で史桜と出会う前のことは覚えていない。
成川 大瀬（なるかわ おおせ）
声：成瀬未亜
風見学園付属2年2組に所属。美人で活発な性格。主人公の友人。クラスでは学級委員長を務めている。演劇部員で担当は役者。ルートにより恋のライバルになる。
白河 ななか（しらかわ ななか）
声：野中みゅう
D.C.II 〜ダ・カーポII〜を参照。
杉並（すぎなみ）
声：空乃太陽
D.C.II 〜ダ・カーポII〜を参照。
成川 悠（なるかわ ゆう）
声：成瀬未亜
大瀬の弟。
礼津 明人（れいつ あきひと）
声：越田直樹
孝明の友人。写真家。

## スタッフ
- 企画・プロデューサー：ヴァルゴ/HIYO
- キャラクターデザイン：如月水
- シナリオ：童本さくら

## 主題歌
- オープニングテーマ『Cherry's Magic&Love』
  - 作詞：こだまさおり、作曲・編曲：渡辺拓也、歌：四之宮兄弟（鈴木達央・鈴木裕斗・堀江一眞・羽多野渉）
- 稜平エンディングテーマ『最上LOVER!』
  - 作詞：こだまさおり、作曲：川口進、編曲：渡辺拓也、歌：四之宮稜平（鈴木達央）
- 航平エンディングテーマ『素顔のコイビト』
  - 作詞：こだまさおり、作曲・編曲：和田耕平、歌：四之宮航平（鈴木裕斗）
- 蒼エンディングテーマ『INORI』
  - 作詞：こだまさおり、作曲・編曲：田村信二、歌：四之宮蒼（堀江一眞）
- 渓エンディングテーマ『time after time』
  - 作詞：こだまさおり、作曲・編曲：田村信二、歌：四之宮渓（羽多野渉）
- 孝明エンディングテーマ『I'm here〜ずっとここで』
  - 作詞：こだまさおり、作曲：山田智和、編曲：伊橋成哉、歌：古城孝明（平川大輔）
- 龍之介エンディングテーマ『keep smiling＊』
  - 作詞：こだまさおり、作曲：吉田勝弥、編曲：安藤高弘、歌：龍之介（大須賀純）

## 関連商品

### 音楽CD
Side Girls Complete Disc
歌：四之宮稜平（鈴木達央）、四之宮航平（鈴木裕斗）、四之宮蒼（堀江一眞）、四之宮渓（羽多野渉）、古城孝明（平川大輔）、龍之介（大須賀純）
- OP・ED・OPの各ソロバージョンが収録されている。

### 漫画
D.C. Girl's Symphony 〜ダ・カーポ〜 ガールズシンフォニー（ISBN 978-4-04-715321-9）
連載：月刊コンプエース（角川書店）2009年6月号〜12月号
作画：あらいぐま、原作：サンクチュアリ/CIRCUS、ストーリー構成：RED FLAGSHIP
- 原作には登場しないヒロインの幼馴染みが登場する。

### DVD
春空・そよ風・オトメイロ D.C. Girl's Symphony Pocket 君と過ごす休日
出演：鈴木達央、鈴木裕斗、堀江一眞、平川大輔、大須賀純 他
- 2010年3月6日に日本青年館で開催されたイベントを収録している。